# Trofeo Anderson–Tendulkar
Il Trofeo Anderson–Tendulkar è assegnato alla squadra vincitrice delle serie di Test cricket tra Inghilterra e India giocate in Inghilterra e Galles. Istituito nel 2025, il trofeo prende il nome da James Anderson, ex lanciatore veloce dell'Inghilterra, e Sachin Tendulkar, ex battitore dell'India, in riconoscimento del loro contributo al cricket internazionale. Il trofeo è subentrato al Trofeo Pataudi, utilizzato in precedenza per le serie ospitate dall'Inghilterra.

## Storia
La serie tra Inghilterra e India fa parte del programma ICC Future Tours Programme, e la frequenza dei tour può variare in base alla programmazione internazionale. Il Trofeo Anderson–Tendulkar viene assegnato alla squadra che vince la serie; in caso di pareggio, il trofeo resta alla squadra detentrice dalla serie precedente.
Il trofeo ha sostituito il Pataudi Trophy, utilizzato per le serie giocate in Inghilterra tra il 2007 e il 2025. Per continuare a rendere omaggio all’eredità di Iftikhar Ali Khan Pataudi, è stato deciso che al capitano della squadra vincitrice sarebbe stata conferita la medaglia Pataudi, proposta da Sachin Tendulkar..
Dopo l'annuncio del nuovo trofeo, l’ex battitore indiano Sunil Gavaskar ha criticato la scelta del nome, sostenendo che il nome di Tendulkar avrebbe dovuto precedere quello di Anderson. Gavaskar ha anche incoraggiato i tifosi indiani a riferirsi intenzionalmente al trofeo invertendo l’ordine dei nomi. L’England and Wales Cricket Board (ECB) ha risposto affermando che l’ordine era stato scelto esclusivamente secondo criteri alfabetici.

## Edizioni
| Edizione | Sede della partita finale | Finale    | Finale    | Finale    |
| -------- | ------------------------- | --------- | --------- | --------- |
| Edizione | Sede della partita finale | Vincitore | Risultato | Sconfitto |
| 2025     | Londra                    |           |           |           |

## Statistiche
| Serie  | Anno   | Partite | Inghilterra | India | Patte | Detentore |
| ------ | ------ | ------- | ----------- | ----- | ----- | --------- |
| 1      | 2025   | 5       | 1           | 1     | 0     |           |
| Totale | Totale | 5       | 1           | 1     | 0     |           |